# Солнце (фильм, 1929)
Солнце — немой фильм итальянского режиссёра Алессандро Блазетти, снятый в 1929 году. Это был первый фильм режиссёра, но, к сожалению, многие его части утрачены, и в наши дни этот фильм состоит из восстановленных отрывков. «Солнце» — это одна из тщетных, по мнению историков кинематографа, попыток возрождения итальянского кино, которое переживало кризис в 20-е годы. Фильм несет в себе пропаганду политики фашистского режима в деревнях.

## Сюжет
В болотистой местности, где производится рекультивация земель, жители устраивают восстание, потому что боятся конфискации своей собственности. Марко, один из лидеров движения, решает встретиться с Ринальди, управляющим мелиорацией. Последнему удается убедить Марко, что рекультивация земель их деревни не принесет вреда, а наоборот она необходима для роста урожайности и их благополучия. Но молодой и импульсивный Сильвестро не доверяет этому и решается с другими восставшими атаковать место произведения работ, завлекая Ринальдо в ловушку. Когда Сильвестро узнает инженера на этой стройке, который спас ему жизнь во время войны, он прячет того в безопасном месте. Борьба оказалась безуспешной, в столкновениях была убита Джованна, дочь Марко, в которую Сильвестро был влюблен, и после этого жители деревни все-таки сдаются и принимают мелиорацию.

## Съёмки фильма

#### Исторический контекст
Первый фильм Алессандро Блазетти был создан в период, когда в течение нескольких лет уже велись дискуссии о возрождении итальянского кино, которое в 20-е годы переживало кризис, связанный с провалом нескольких кинокомпаний. За пять лет с 1925 по 1929 год было выпущено всего 100 фильмов, но все они несли в себе региональные контексты, поэтому лишь немногие были популярны в Италии, не говоря о международном успехе.
В этой ситуации начали создаваться новые кинокомпании, например «A.D.I.A», «I.C.S.A» (Industrie Cinematografiche Società Anonima) и «S.A.C.I.A» («Società anonima cinematografica Italo Americana»), которая была создана Марио Камерини, Габриэлле д’Аннунцио и Роберто Роберти. Кинокомпанией S.A.C.I.A был выпущен знаменитый фильм «Рельсы» (1930) Марио Камерини.

#### Создание «Augustus»
Группа интеллектуалов, собравшаяся вокруг журнала «Cinematografo», который создал Алессандро Блазетти в 1927 году, состояла из Умберто Мазетти, Либеро Солароли, Марио Серандреи, Умберто Барбаро, Фердинанда Марии Поджиоли, Гоффредо Алессандрини, Альдо Вергано, Коррадо Д’Эрико и других. Те живые дискуссии в редакции о новом пути итальянского кино привели к решению перейти от слов к делу: некоторыми членами редакции была создана кинокомпания, одной из её целей было противодействие Стефано Питталуге, который был активным дистрибьютором американских фильмов и популярным кинорежиссёром. Единомышленники в «Cinematografo» считали его одним из виновников кризиса в итальянском кино.
Поэтому в декабре 1927 года (через месяц после «A.D.I.A.») была основана компания «Augustus», финансируемая с помощью публичной подписки, продвигаемой на страницах журнала (таким образом удалось собрать 30000 лир, и 13000 внесли донаторы). Название компании происходит от Августо Турати, секретаря Национальной фашистской партии, который в ситуации пренебрежения фашистами кинематографом начал понимать вместе с Боттаи, что кино имеет большое значение для политической жизни страны. Поэтому в уставе кинокомпании упомянуто, что прибыль от фильмов будет пожертвована на благотворительную деятельность фашистской партии. Другие части капитала компании были пожертвованы римскими нобилями, в том числе Роберто Лючиферо, который вошел в состав совета директоров. Свой вклад внесла и Акционерная мореплавательная компания Триеста «Cosulich» (внесено 100 тыс. лир), что рассматривалось как первый признак интереса государства к кино.
Спустя годы, уже признанный режиссёр Блазетти вспоминал свой первый опыт продюсера и режиссёра как «акт веры: фильм был результатом энтузиазма, веры, инстинкта, даже когда понимание кинематографа было ещё очень далеко от меня».

#### Сюжет и сценарий
Несмотря на энтузиазм и активную работу, подготовка фильма заняла около года. Блазетти отошел от темы, предложенной Альберто Боеро, неизвестным писателем из Кальяри, который отправил режиссёру две свои наработки. Основываясь на этом тексте Альдо Вергано написал сценарий для фильма. Впоследствии критики замечали, что авторы фильма использовали прием ретроспективы, цитирования советского кино, но Блазетти всегда отрицал это обстоятельство.
Только один исходный фрагмент в 260 метров сохранился сегодня в кинокомпании «Augustus». Это был один из фильмов, реквизированных 31 октября 1943 года во время оккупации Рима патрулем немецких солдат, которые действовали с согласия Министерства народной культуры. Другие исчезнувшие фильмы останутся в истории кинематографа только мифами, как например, «Ragazzo» или «Sperduti nel buio».
В 1953 году Фаусто Монтесанти, занимавший должность директора Экспериментального центра кинематографии, реконструировал исторические события с помощью документов из архива, где и как хранились эти фильмы. Весь изъятый во время войны материал был отправлен поездом в Германию и хранился некоторое время под Берлином. После окончания войны всё было утеряно. Эти обстоятельства подтверждены после войны Ричардом Кваасом, который был последним директором немецкого «Рейхсфильмархива». В конце войны было предпринято несколько попыток восстановить утраченные фильмы, даже при помощи обращения к советским властям, когда Красная Армия захватила Германию в 1945 году, но эти попытки не дали никаких результатов. По другой информации 11-минутный фрагмент фильма «Солнце» был найден недавно в Национальной библиотеке фильмов.

#### Съемка
Съемка «Солнца» началась 20 декабря 1928 года, когда римские театральные павильоны на Via Mondovì 36 были выкуплены кинокомпанией «Augustus» при помощи средств Акционерной мореплавательной компании Триеста «Cosulich». Съемка продолжалась в течение зимы и многие эпизоды были сняты в районе Агро Понтино.

#### Актёрский состав
Предваряя более поздние шедевры итальянского кино, в фильме «Солнце» большинство актёров не были профессионалами, а зачастую и вовсе дебютантами, в особенности это казалось женских ролей. Экспертом был 23-летний Марчелло Спада, который уже принял участие в «Kif Tebbi». Блазетти хвастался своим первым фильмом: «это фильм с первоклассной командой актёров, режиссёром — итальянцем, сценарий написан итальянцем, снят итальянцем, играли итальянцы».
Гофредо Алессандрини, который был помощником режиссёра, принял участие в процессе редактирования. «Солнце» — немой фильм — как и остальные немые фильмы дополнен оригинальным музыкальным сопровождением, написанным маэстро Ризи специально к фильму. Фильм «Солнце» также стал началом карьеры для продюсера Гастоне Медин и был небольшим кинематографическим опытом для Эрминио Макарио.

## Выход фильма
Перед тем как быть представленным публике фильм Блазетти должен был пройти цензурный контроль, который вынес решение исключить некоторые кадры с обнаженной женской натурой и сцены, показывающие жестокие схватки между жителями деревни и работниками-рекультивировщиками. Премьера фильма «Солнце» — первого из 18 фильмов, вышедших в 1929 году — состоялась утром 16 июня 1929 года в кинотеатре «Корсо» на площади Сан-Лоренцо в Риме. Это было мировым событием, в нём приняли участие многие официальные лица, политики и самые известные люди.

#### Первые успехи
С первым появлением фильм вызвал шквал позитивных суждений и рецензий. Альберто Чекки писал о «возрождении итальянского кино, где впервые крестьяне — это настоящие мужики, болото — это настоящее болото, климат влажный и туманный, это настоящая история, как в „Pontine“, после которого наступило мрачное средневековье итальянской кинематографии», в то же время другие признались, что «не поверили своим глазам, когда увидели итальянский фильм, такой же красивый, как новые зарубежные картины; преимущество „Солнца“ в том, что он имеет не только огромную художественную ценность, но и моральную».
Дух «возрождения» оживил всю кинокритику и интеллектуальную среду: «Следует надеяться, что это первый смелый успех, способный начать новую эру нашего кинематографа», или «фильм, который может похвастаться своим первенством в нынешнем [итальянском] кинопроизводстве, которое, мы надеемся, станет стимулом для новых сражений», или «первый фильм нового итальянского кино, крепкая и мужественная работа, превосходно сочетающаяся с духом новой эпохи».
Были и те, кто указал на него как на символ будущего: «Я не знаю, может в один прекрасный день этот фильм будет выступать примером или эталоном, но я хотел бы, что бы он носил звание лучшего, что было сделано в области операторской работы». Только через несколько лет возникли разногласия и негативные оценки, начало этому положил Лео Лонганези, который назвал «Солнце» «банальным подражательством советскому кино c ревизорами и крестьянами в Венето».
Атмосфера эйфории вокруг этого фильма дошла и до Муссолини, который очень хотел посмотреть «Солнце». Блазетти мог объявить, что «дуче видел и хвалил мой фильм и идеи, которыми он был вдохновлен. От моей гордости за итальянского рабочего я не мог ожидать так много».

#### Проблемы с прокатом
Положительная критика и похвалы не повлияли на коммерческий результат фильма, который принес очень скромные доходы от проката. «Augustus» не смог превзойти докризисного дистрибьютора «E.N.A.C», чьего президента Бизи обвинили в административном хищении. Блазетти не предпринимал ни малейшей попытки просить личного вмешательства Муссолини, которое могло бы помочь фильму раскрыться перед лицом вторжения множества зарубежных картин на итальянские экраны. Попытка сосредоточить производство под названием «Consorzio Italiano Produttori», которая должна была объединить «Аugustus» с «A.D.I.A.» и «SACIA» была инициативой Блазетти, которая могла помочь «Солнцу» сплотить ряды перед конкурентами Питталуги. Но «Consorzio Italiano Produttori» не имел последователей, а «Аugustus» больше ничего не производил и, перегруженный долгами и больше не поддерживаемый банком «Banca Italo — Britannica», который недавно обанкротился, был ликвидирован 1 июня 1931 года.

#### Последующие обсуждения
Почти полная утрата фильма не дает возможности давать художественную оценку фильму в наши дни. Он считается «мифическим» и чуть ли не исчезнувшим, поэтому внимание комментаторов ориентировано в большей степени на историческое значение фильма, на его влияние на итальянское кино того времени. С точки зрения содержания, фильм был оценен как «полностью согласованный с деревенской политикой режима, которая имела одним из краеугольных камней рекультивацию земель», а также как "радикальная трансформация назидательного повествования, ориентированного на семейные, сельские и военные ценности, с сильной идеологической установкой, показанной в сцене «Прогресс». С исторической точки зрения, «Солнце» представляет собой новое разочарование в отношении обновления и возрождения национального итальянского кино. Деревенскую тематику из «Солнца» Блазетти продолжает в фильме «Мать-земля» (1931).